# Lips
Na mitologia grega, Lips é um dos Ventos, deuses responsáveis pelo vento. Lips é o vento sudoeste. Também conhecido por sua inteligência e beleza apesar de ser um deus menor